# Escavadeira

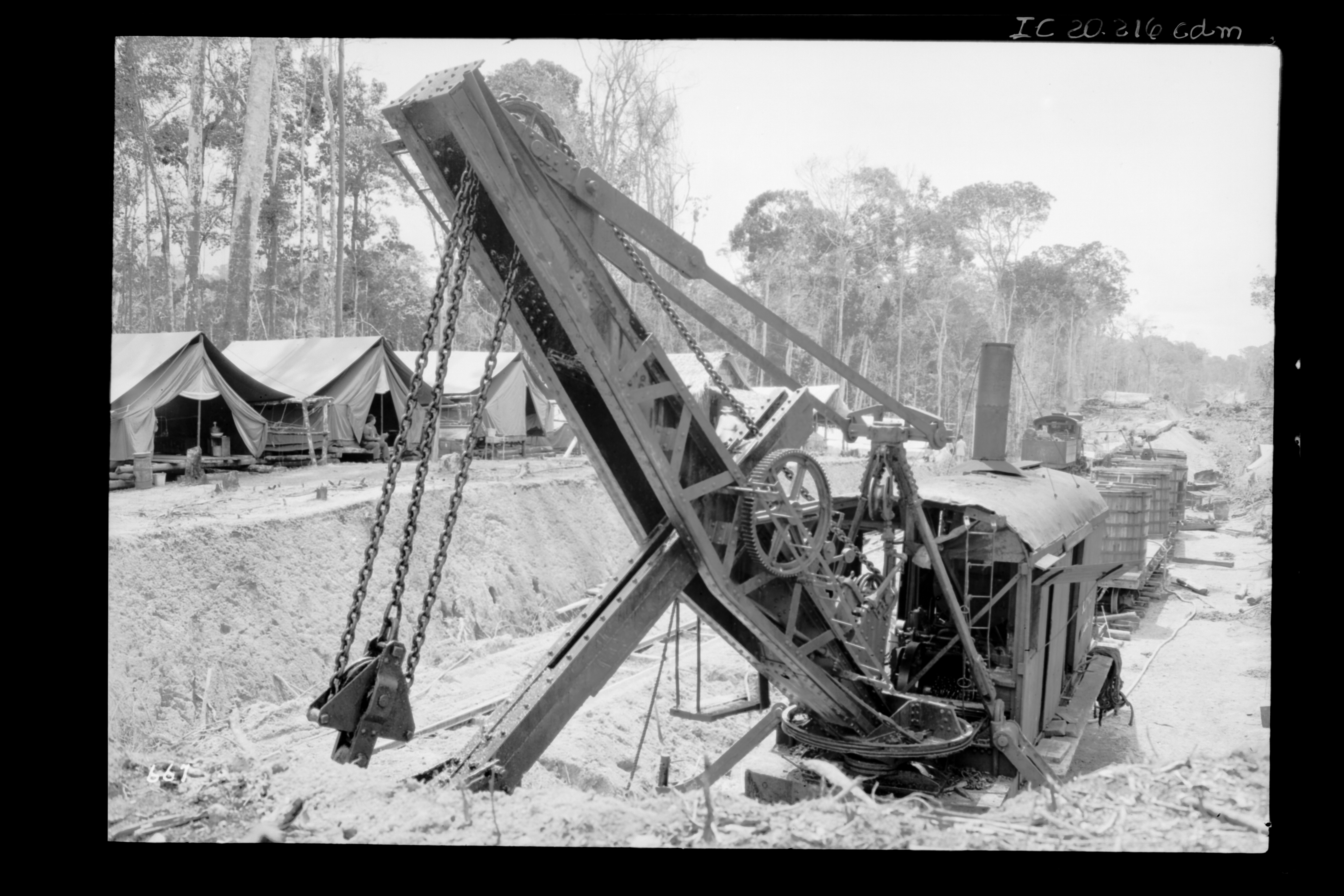
Escavadeira a Vapor Utilizada na Construção da Ferrovia Madeira-Mamoré no início do século XX.

Escavadeira (português brasileiro) ou escavadora (português europeu) é a designação genérica aos vários tipos de máquinas de escavar, de revolver ou remover terra ou de retirar aterro. É também conhecida como escavador, escavadora ou pá mecânica. A construção ativa de trilhos na década de 1830 e a escassez de trabalhadores levaram o mecânico americano William Smith Otis a inventar a primeira Escavadeira de uma roda em 1832-1836.

## Escavadeira a cabos
É um tipo de escavadeira geralmente operada por motores elétricos, projetada para executar escavações em construções e na mineração. As escavadeiras a cabo de pequeno porte normalmente estão sendo substituídas por escavadeiras hidráulicas, por maior eficiência e praticidade. No mercado de equipamentos para mineração existem tanto escavadeiras elétricas a cabos de grande porte como escavadeiras hidráulicas de grande porte disponíveis.

## Dragline ou escavadeira de arrasto
É um tipo de escavadeira bastante utilizada na mineração, na abertura de canais e na manipulação de solo abaixo a beira da água. A principal vantagem deste tipo de escavadeira é o elevado raio de escavação.

## Retroescavadeira
É o casamento entre escavadeira hidráulica com carregadeira frontal. Muito utilizada em áreas urbanas, devido a praticidade.

Tipos de escavadeiras
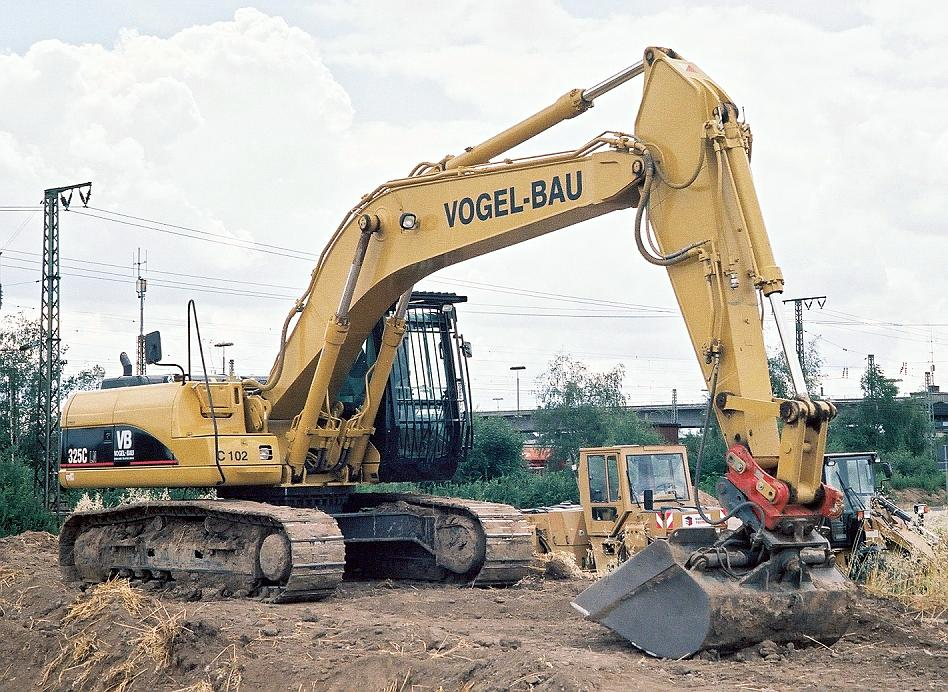
Escavadeira hidráulica de braço frontal com pá de escavação.
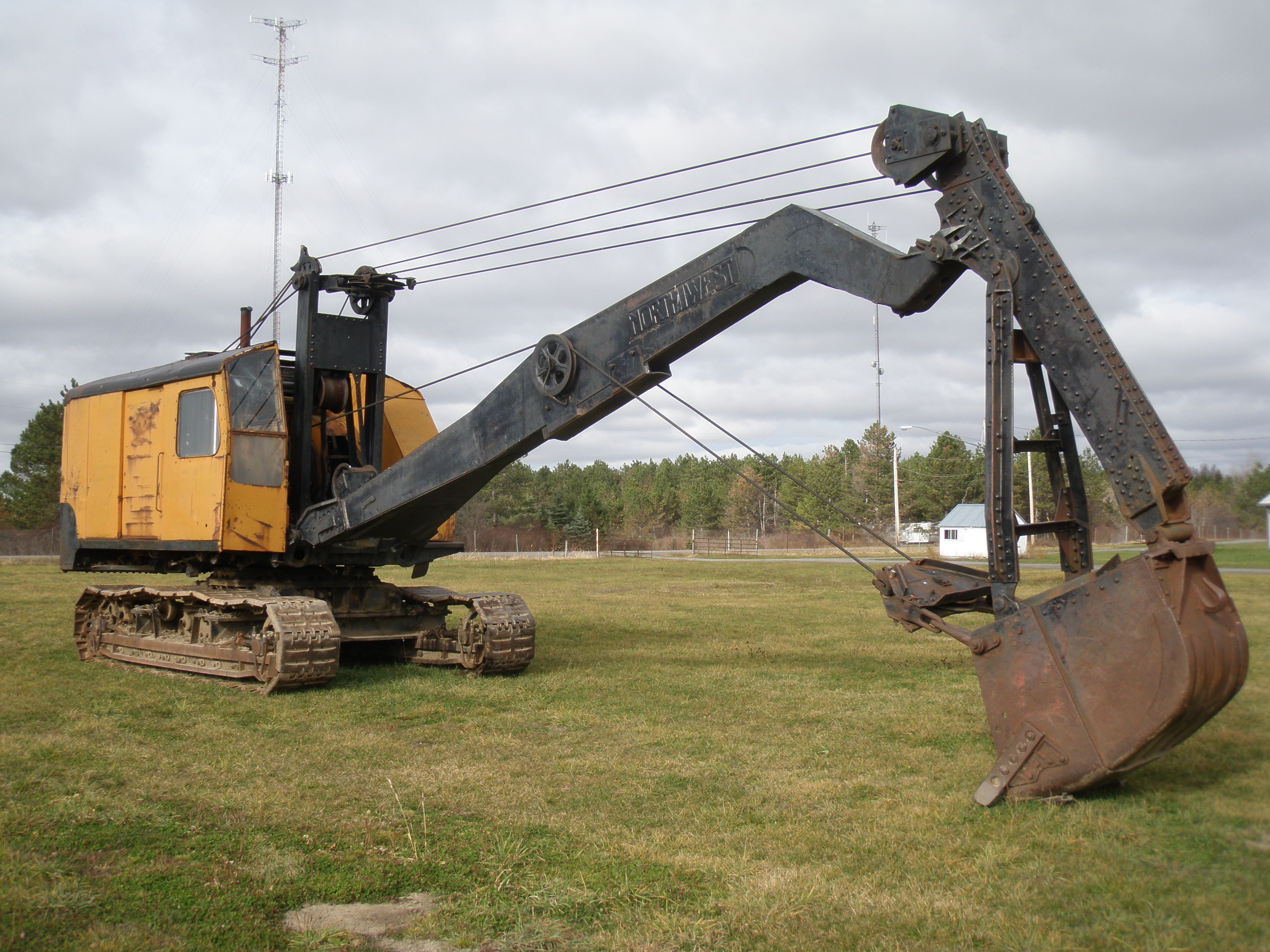
Escavadeira a cabos.
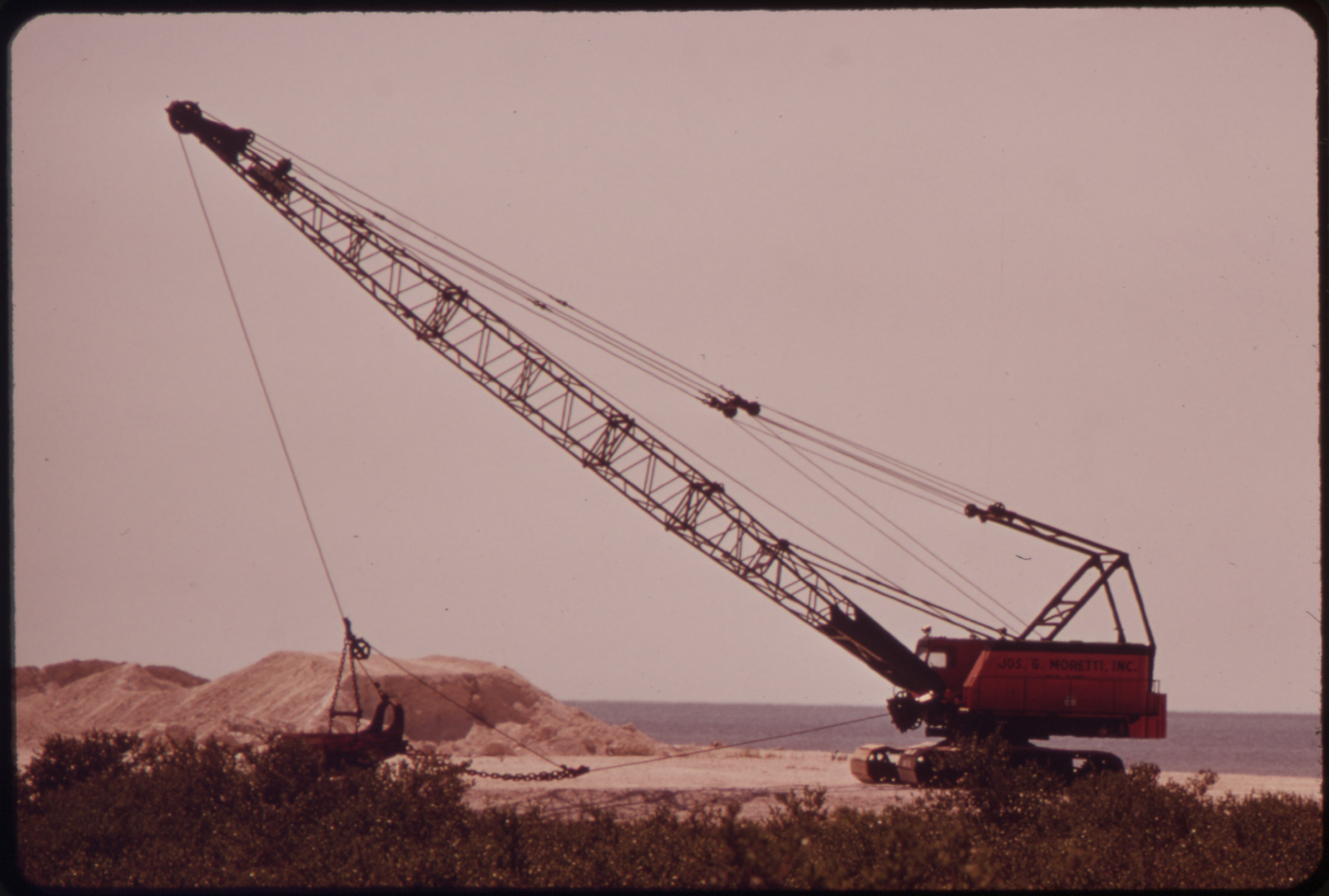
Escavadeira de arrasto.
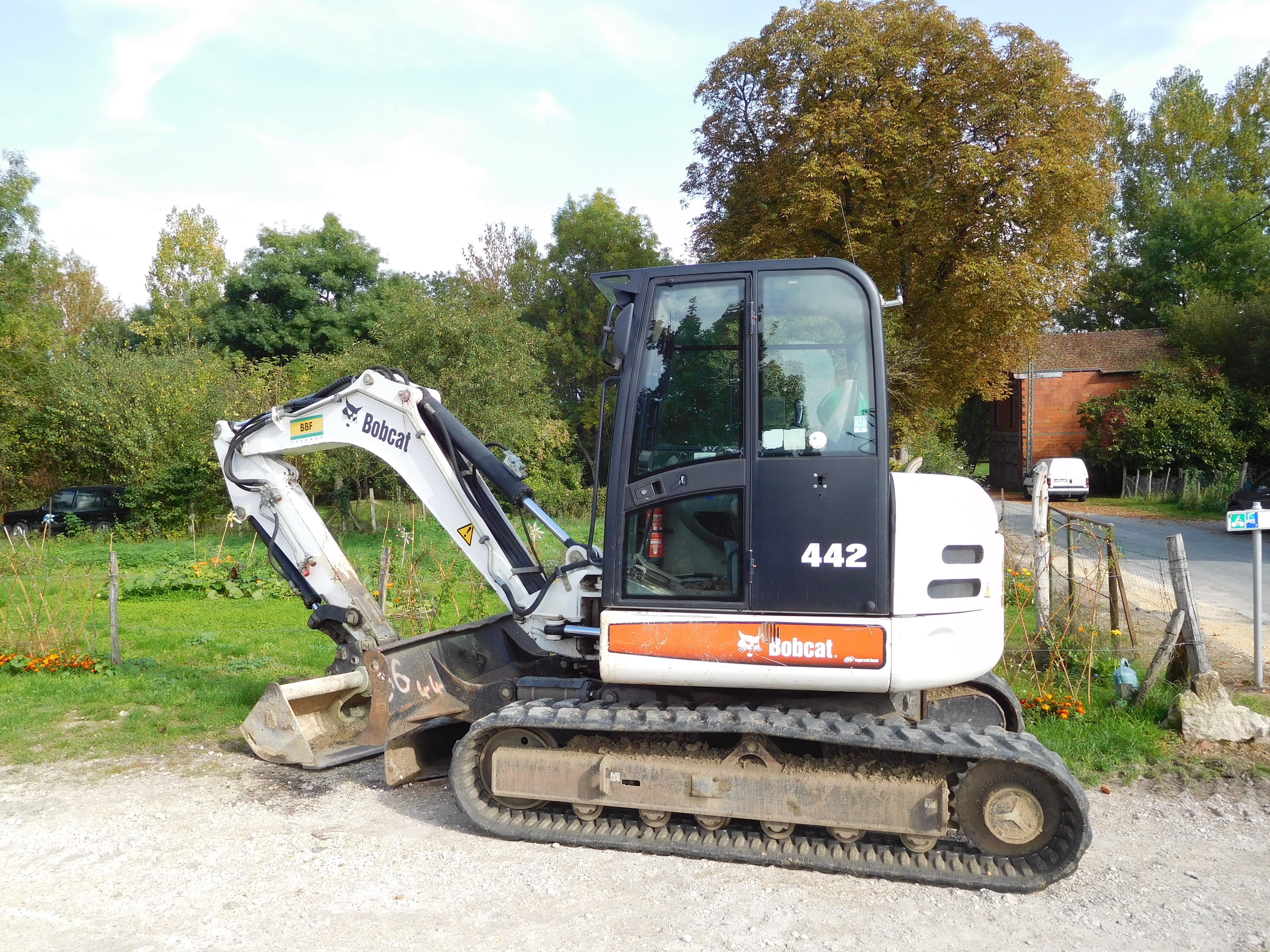
Bobcat
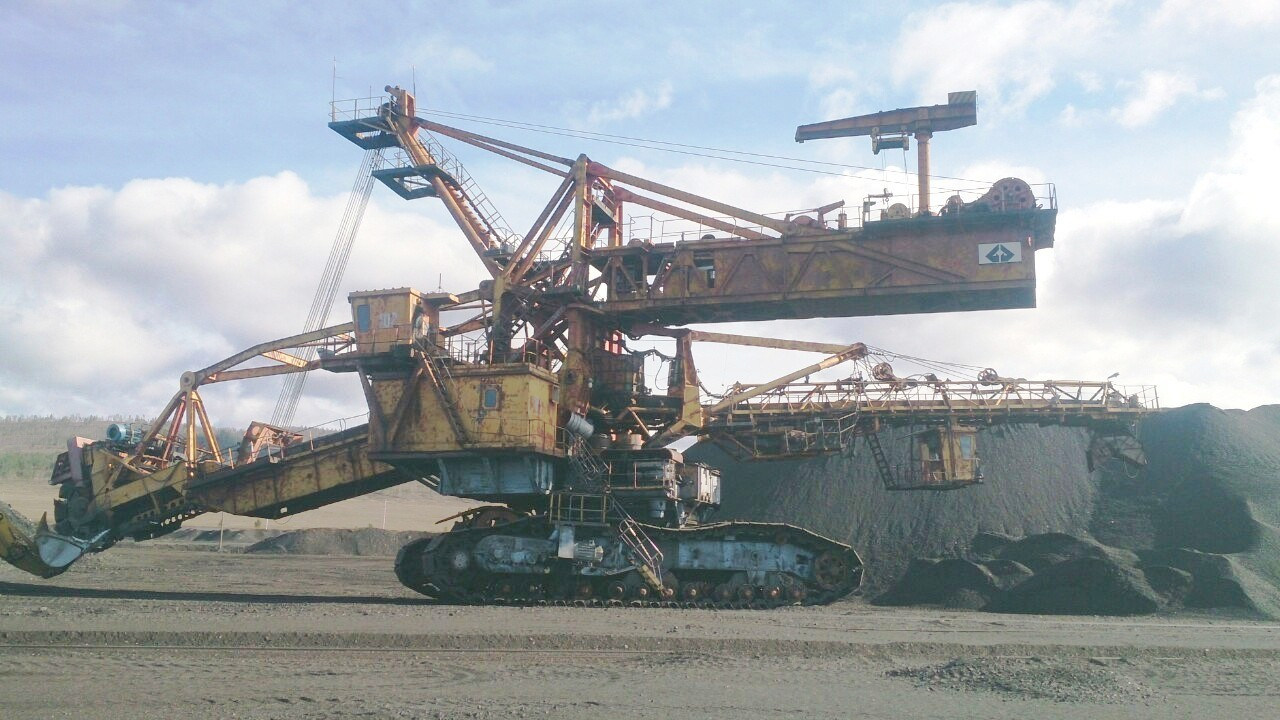
Escavadeira ER1250 na mina de carvão de Tugnui, Buriácia, Rússia

## Observação
1. ↑  História do excavador.